# Юфимов, Иван Степанович
Ива́н Степа́нович Юфи́мов (11 декабря 1922, Сыреси, Симбирская губерния — 25 июня 1984, Ташкент) — советский артиллерист, Герой Советского Союза, участник Великой Отечественной войны.

## Биография
Виктор Фёдорович Юфимов родился 11 декабря 1922 года в деревне Сыреси (ныне — в Сурском районе Ульяновской области).
Окончив четыре класса, работал в колхозе.

### Участие вВеликой Отечественной войне
Призван в ряды РККА в мае 1941 года Сурским райвоенкоматом.
В боях на фронтах Великой Отечественной войны  участвовал с сентября 1941 года; к осени 1943 года старший сержант Виктор Фёдорович Юфимов  являлся командиром орудия 350-го отдельного истребительно-противотанкового артиллерийского дивизиона.
В районе города Черкассы в боях на заднепровском плацдарме в декабре 1943 года  во время контратаки гитлеровцев вместе со своим расчётом выкатил орудие на нужную дистанцию для ведения огня. В этом бою расчёт Виктора  Юфимова уничтожил три танка, бронетранспортёр и две огневые точки. В 1944 году принят в КПСС.
В районе румынского населённого пункта Чужа Вода 5 апреля 1944 года расчёт старшего сержанта Виктора Юфимова в составе батареи отразил девять контратак гитлеровцев. Выбирая удачные позиции для ведения огня, расчёт Виктора Юфимова  уничтожил три танка, четыре бронетранспортёра, три орудия, девять пулемётов и в итоге отстоял занимаемый рубеж.
Указом Президиума Верховного Совета СССР от 13 сентября 1944 года за образцовое выполнение боевых заданий командования на фронте борьбы с немецко-фашистским захватчиками и проявленные при этом мужество и героизм старшему сержанту Виктору Федоровичу  Юфимову присвоено звание Героя Советского Союза с вручением ордена Ленина и медали «Золотая Звезда».

### После войны
Демобилизовавшись в звании старшины, жил и работал в Ташкенте. Умер 25 июня 1984 года.

## Награды
- Медаль «Золотая Звезда»;
- орден Ленина;
- два ордена Красной Звезды;
- медаль «За отвагу»;
- другие медали.

## Память
- Похоронен на Аллее Героев Воинского кладбища в Ташкенте. На могиле установлен памятник.